# Österreichische Lokaleisenbahngesellschaft

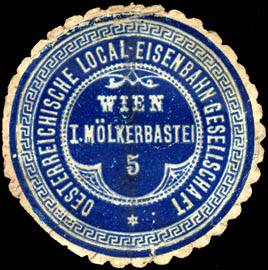
Az Österreichischen Local-Eisenbahn-Gesellschaft pecsétje

A Österreichische Lokaleisenbahngesellschaft (ÖLEG) egy magánvasút-társaság volt az egykori Osztrák-Magyar Monarchiában.

## Története
A társaságot elsősorban az egykori Ausztria vidéki térségei helyi vasútvonalainak fejlesztésére hozták létre. Az Elbogener Localbahn-al a Nordwestböhmen-ből került az első vonal 1881-ben a társaság tulajdonába. A rákövetkező években az ÖLEG lett Ausztria legnagyobb helyiérdekű vasút (HÉV) üzemeltetője.
Az ÖLEG már 1884-től üzemeltette  külföldi vasúttársaságok vonalainak egy részét. Egyes szakaszok üzemeltetése a tervezett államosítás keretében 1887 július 1-jén a kkStB-hez került. Ekkortól az ÖLEG csak az infrastruktúra tulajdonosa.
1894  január 1-jén a társaságot államosították. A pályák és a járművek végleg a kkStB tulajdonába kerültek.

## A vonalak
- Elbogener Localbahn: Neusattl–Elbogen (*1877. október 15.); megszerzése: 1881-ben, 1887-től kkStB üzemeltetésben
- Časlau–Žleb (*1881. január 6.); 1889. július 1-jétől ÖNWB üzemeltetésben
- Skowitz–Wrdy-Bučic (*1881. január 6.); 1889. július 1-jétől ÖNWB üzemeltetésben
- Lokalbahn Peček–Zasmuk mit Abzweigungen: Peček–Zasmuk, Bošic–Kauřim, Zweigbahn zur Zuckerfabrik Karlsthal (*1881. október 8.); 1884. január 1-jétől az StEG tulajdonában és üzemeltetésében
- Smidar–Hochwessely (*1881. november 20.); 1885. július 1-jétől a BCB üzemeltetésében
- Chodau–Neudek (*1881. december 20.); 1887. július 1-jétől a kkStB üzemeltetésében
- Žleb–Zawratetz-Třemoschnitz (*1882. február 14.); 1889. július 1-jétől az ÖNWB üzemeltetésében
- Königshan–Schatzlar (*1882. november 5.); 1889. július 1-jétől az SNDVB üzemeltetésében
- Brandeis–Mochow (*1882. október 12.); 1885. július 1-jétől a BCB üzemelteésében(→Bahnstrecke Čelákovice–Mochov) üzemeltetésében
- Časlau–Močovic (*1882. november 30.); 1889. július 1-jétől a ÖNWB üzemeltetésében
- Olmütz–Cellechowitz (*1883. március 4.); 1887. július 1-jétől a kkStB  üzemeltetésében
- Ungarisch Hradisch–Ungarisch Brod (*1883. április 1.); 1885. július 22. a StEG üzemeltetésében
- Böhmisch Leipa–Niemes (*1883. november 1.); 1887. július 1-jétől a kkStB; 1898. december 29-től az ATE üzemeltetésében
- Schönhof–Radonitz (*1884. január 1.); 1887. július 1-jétől a kkStB  üzemeltetésében
- Kaschitz–Schönhof (*1881. augusztus 16.); 1884. július 1-jén a EPPK-tól; 1886-tól a kkStB üzemeltetésében)
- Mährisch Weißkirchen–Krasna (*1884. október 1.); 1887. december 24-től a KFNB
- Krasna–Wsetin (1885. július 1.); 1887. december 24-től aKFNB üzemeltetésében
- St. Pölten–Herzogenburg–Tulln (*1885. augusztus 3.); a kkStB  üzemeltetésében
- Asch–Roßbach (*1885. szeptember 26.); a kkStB  üzemeltetésében
- Niederlindewiese–Ziegenhals (*1888. február 26.); a kkStB  üzemeltetésében
- Niederlindewiese–Hannsdorf (*1888. október 1.); a kkStB  üzemeltetésében
- Herzogenburg–Krems (*1889. július 16.); a kkStB  üzemeltetésében
- Hadersdorf–Sigmundsherberg (*1889. július 16.); a kkStB  üzemeltetésében
- Budweis–Gojau (*1891. november 20.); a kkStB  üzemeltetésében
- Gojau–Salnau (1892. július 4.); a kkStB  üzemeltetésében

## A mozdonyok
| Az Österreichischen Lokaleisenbahngesellschaft mozdonyai | Az Österreichischen Lokaleisenbahngesellschaft mozdonyai | Az Österreichischen Lokaleisenbahngesellschaft mozdonyai | Az Österreichischen Lokaleisenbahngesellschaft mozdonyai | Az Österreichischen Lokaleisenbahngesellschaft mozdonyai | Az Österreichischen Lokaleisenbahngesellschaft mozdonyai | Az Österreichischen Lokaleisenbahngesellschaft mozdonyai | Az Österreichischen Lokaleisenbahngesellschaft mozdonyai | Az Österreichischen Lokaleisenbahngesellschaft mozdonyai |
| -------------------------------------------------------- | -------------------------------------------------------- | -------------------------------------------------------- | -------------------------------------------------------- | -------------------------------------------------------- | -------------------------------------------------------- | -------------------------------------------------------- | -------------------------------------------------------- | -------------------------------------------------------- |
| Sorozat                                                  | ÖLEG-Nr.                                                 | Darabszám                                                | Gyártó                                                   | Gyártási év                                              | Jelleg                                                   | kkStB-Nr.                                                | ČSD-Nr.                                                  |                                                          |
| A                                                        | 1–6                                                      | 6                                                        | Krauss/München                                           | 1882–1883                                                | B n2t                                                    | Inv.-Nr. (8361)–(8362)                                   | -                                                        |                                                          |
| B                                                        | 101–104, 109–114                                         | 9                                                        | Krauss/Linz, Floridsdorf                                 | 1877–1881                                                | B n2t                                                    | 83.01–02, 11, 16, 21–26                                  | 200.001–003                                              |                                                          |
| B'                                                       | 105–108                                                  | 4                                                        | Floridsdorf                                              | 1881–1882                                                | B n2t                                                    | 183.01–04                                                | –                                                        |                                                          |
| C                                                        | 201                                                      | 1                                                        | Ringhoffer                                               | 1880                                                     | B2                                                       | –                                                        | –                                                        |                                                          |
| D                                                        | 301–304                                                  | 4                                                        | Krauss/München                                           | 1883                                                     | B n2t                                                    | 84.01–04                                                 | –                                                        |                                                          |
| F                                                        | 501–512                                                  | 8                                                        | Floridsdorf, Krauss/München                              | 1880–1902                                                | C n2t                                                    | 93.01–05, 11–13                                          | 300.101                                                  |                                                          |
| G                                                        | 601–606                                                  | 6                                                        | Krauss/München                                           | 1881–1883                                                | C n2t                                                    | 94.01–05, 294.11–12                                      | –                                                        |                                                          |

## Fordítás
- Ez a szócikk részben vagy egészben  az   Österreichische Lokaleisenbahngesellschaft című német Wikipédia-szócikk fordításán alapul.  Az eredeti cikk szerkesztőit annak laptörténete sorolja fel. Ez a jelzés csupán a megfogalmazás eredetét és a szerzői jogokat jelzi, nem szolgál a cikkben szereplő információk forrásmegjelöléseként.

Az eredeti szócikk forrásai az eredeti szócikknél megtalálhatóak.